# Réseau acadien des sites P@C de la Nouvelle-Écosse
 (mars 2022).
Si vous disposez d'ouvrages ou d'articles de référence ou si vous connaissez des sites web de qualité traitant du thème abordé ici, merci de compléter l'article en donnant les références utiles à sa vérifiabilité et en les liant à la section « Notes et références ».
Le Réseau acadien des sites P@C de la Nouvelle-Écosse regroupe 14 organismes à but non lucratif adhérant au Programme d'accès communautaire, appelés communément des sites P@C. Les sites P@C du Réseau acadien ont la particularité d’être des sites francophones/bilingues, situés dans les régions acadiennes de la Nouvelle-Écosse.  
Le Réseau acadien est un projet de la Fédération acadienne de la Nouvelle-Écosse fondé en 2004 pour aide les collectivités rurales et éloignées à avoir accès à Internet et aux nouvelles technologies.  Sa principale mission est de fournir un soutien en français et d'assurer la viabilité de ses sites P@C membres.  Il organise divers projets touchant les nouvelles technologies et travaille au développement de la communauté acadienne et francophone de la Nouvelle-Écosse.

## Histoire
La Nouvelle-Écosse compte près de 220 sites P@C présentement actifs, regroupés en 11 groupes de travail régionaux anglophones (appelé en anglais Regional Working Group). Le Ministère du développement économique et rural de la Nouvelle-Écosse a pour responsabilité de veiller au bon déroulement du programme.
Afin de mieux cerner les défis auxquels étaient confrontés les sites P@C francophones et bilingues de la province,  un projet intitulé « Vision communautaire et nouvelles technologies » a été mené en 2003.  Le travail de concertation a entraîné la création du Réseau acadien des sites P@C de la Nouvelle-Écosse sous l’égide de la Fédération acadienne de la Nouvelle-Écosse.  Le 13 mars 2004, un Comité directeur formé de 9 membres a été nommé pour diriger le Réseau acadien.
Le 31 mars 2008, le Réseau acadien devient le premier groupe de travail francophone au sein du Programme d'Accès Communautaire de la Nouvelle-Écosse.  En devenant un membre à part entière au même titre que les autres groupes de travail régionaux anglophones, le Réseau acadien prend part aux décisions importantes, crée des partenariats dans toute la province et met en relief les besoins des communautés acadiennes et francophones.

## Organisation
Le Réseau acadien des sites P@C est sous la tutelle administrative et légale de la Fédération acadienne de la Nouvelle-Écosse (FANE).  
Un Comité directeur s'assure de la gestion des ressources de l'organisme et soumet ses recommandations lors du Forum provincial des membres.  Ce comité est composé de neuf administrateurs avec droit de vote, dont trois représentants site P@C par région (nord, centre et sud) qui possèdent la qualité de membre du Réseau acadien.
Un employé est embauché à temps plein pour assurer la coordination de l'organisme.  

## Membres

### Site P@C du Centre communautaire francophone de Truro
Le site P@C a commencé ses activités l'été 2008, quelques mois après l'ouverture du Centre communautaire francophone à Truro.

### Site P@C Centre de la Mi-Carême à Saint-Joseph-du-Moine
Ce site P@C a été créé à l'été 1997 et il est maintenant situé au Centre de la Mi-Carême.  C'est le conseil d'administration de l'Association Développement LeMoine qui assure l'administration et la gestion du site.

### Site P@C de la Picasse à Petit-de-Grat
Le site P@C de la Picasse a été créé en 2003.  À ce moment, il faisait partie du groupe de travail anglophone du comté de Richmond. C'est le conseil d'administration de la Picasse, composé de 9 membres, qui assure l'administration et la gestion du site P@C.

### Site P@C Conseil communautaire du Grand-Havre à Dartmouth
C'est le conseil d'administration du Conseil communautaire du Grand-Havre à Dartmouth  qui assure l'administration et la gestion du site P@C. 

### Site P@C de l'Université Sainte-Anne / campus Halifax
Le Site P@C francophone / bilingue à Halifax est situé au campus de l'Université Sainte-Anne.

### Site P@C Étoile de l'Acadie à Sydney
C'est le conseil d'administration du centre communautaire Étoile de l'Acadie qui assure l'administration et la gestion du site P@C. 

### Site P@C Université Sainte-Anne / campus Pointe-de-l'Église
Le comité ACE/SIFE Sainte-Anne est responsable de la gestion et l'administration du site P@C à Pointe-de-l'Église.  

### Site P@C de Greenwood
Le site P@C a commencé ses activités à l’école Rose-des-Vents. Après un certain temps, l’école a subi des rénovations majeures et un nouveau centre scolaire communautaire a été construit à proximité.  Le site P@C de Greenwood a donc déménagé dans les locaux du centre scolaire communautaire en 2008. C'est le conseil d'administration de l'Association francophone de la Vallée qui assure aujourd'hui l'administration et la gestion du site P@C de Greenwood.

### Site P@C Les Trois Pignons à Chéticamp
Ce site a été fondé en 1997. C'est le conseil d'administration de la Société Saint-Pierre, composé de 12 personnes, qui assure l'administration et la gestion du site P@C.

### Site P@C La Société Sainte-Croix à Pomquet
C'est la Société acadienne Sainte-Croix qui assure l'administration et la gestion du site P@C de Pomquet. 

### Site P@C du Centre Communautaire de Par-en-Bas
Le site P@C de Tusket a ouvert ses portes en 1998. C'est le Conseil acadien de Par-en-Bas qui assure l'administration et la gestion du site P@C. 

### Site P@C Musée des Acadiens des Pubnicos et Centre de recherche
Le site P@C est situé au Centre de Recherche Père Clarence d'Entremont.  Étant à proximité des archives du Centre, qui comprennent approximativement 5 000 livres et périodiques, le site P@C est souvent utilisé par les visiteurs du Musée des Acadiens pour la recherche généalogique.

### Site P@C Village historique acadien de la Nouvelle-Écosse
Il s'agit d'un site P@C situé dans la région de Pubnico-Ouest, au Village historique acadien de la Nouvelle-Écosse.

### Site P@C du Musée du thon de Wedgeport
Le site P@C est chapeauté par le Musée du thon de Wedgeport.  Ce sont donc les membres du conseil d'administration du Musée qui prennent les décisions par rapport au site P@C.